# Військове кладовище (Жовтанці)
Військове кладовище в Жовтанцях ― інтернаціональне поховання солдатів Збройних сил Австро-Угорщини, Імперської армії Німеччини, Російської імператорської армії, які загинули поблизу с. Жовтанці (Львівська обл.) під час Першої світової війни.

## Історія
На цвинтарі поховані 233 воїни австро-угорської армії, 14 воїнів німецької армії, 90 воїнів російської імператорської армії. Період поховання — 23–29 червня 1915 р.
В 2017 році здійснено реконструкцію військового кладовища, на якому разом із солдатами австро-угорської армії також поховані німецькі та російські солдати, за ініціативи «Спілки Імператорських стрільців Тіроля 1921» («нім. Kaiserschützenbund Tirol 1921»). У цьому історичній спілці допомагали об’єднання «Австрійський чорний хрест» та місцеві сільські ради Жовтанець та Ременова.
10 червня 2017 р. відновлене кладовище було урочисто відкрите керівником спілки Гансом Гертнером та сільським головою Жовтанців. В урочистосятях брали участь члени «Спілки Імператорських стрільців Тіроля 1921» у традиційній уніформі Збройних сил Австро-Угорщини, почесна варта Національної академії сухопутних військ імені гетьмана Петра Сагайдачного та військовий священник-капелан о. Андрій Верес, який освятив могили полеглих воїнів. Свято завершилося спільною молитвою за мир в Україні.

## Галерея

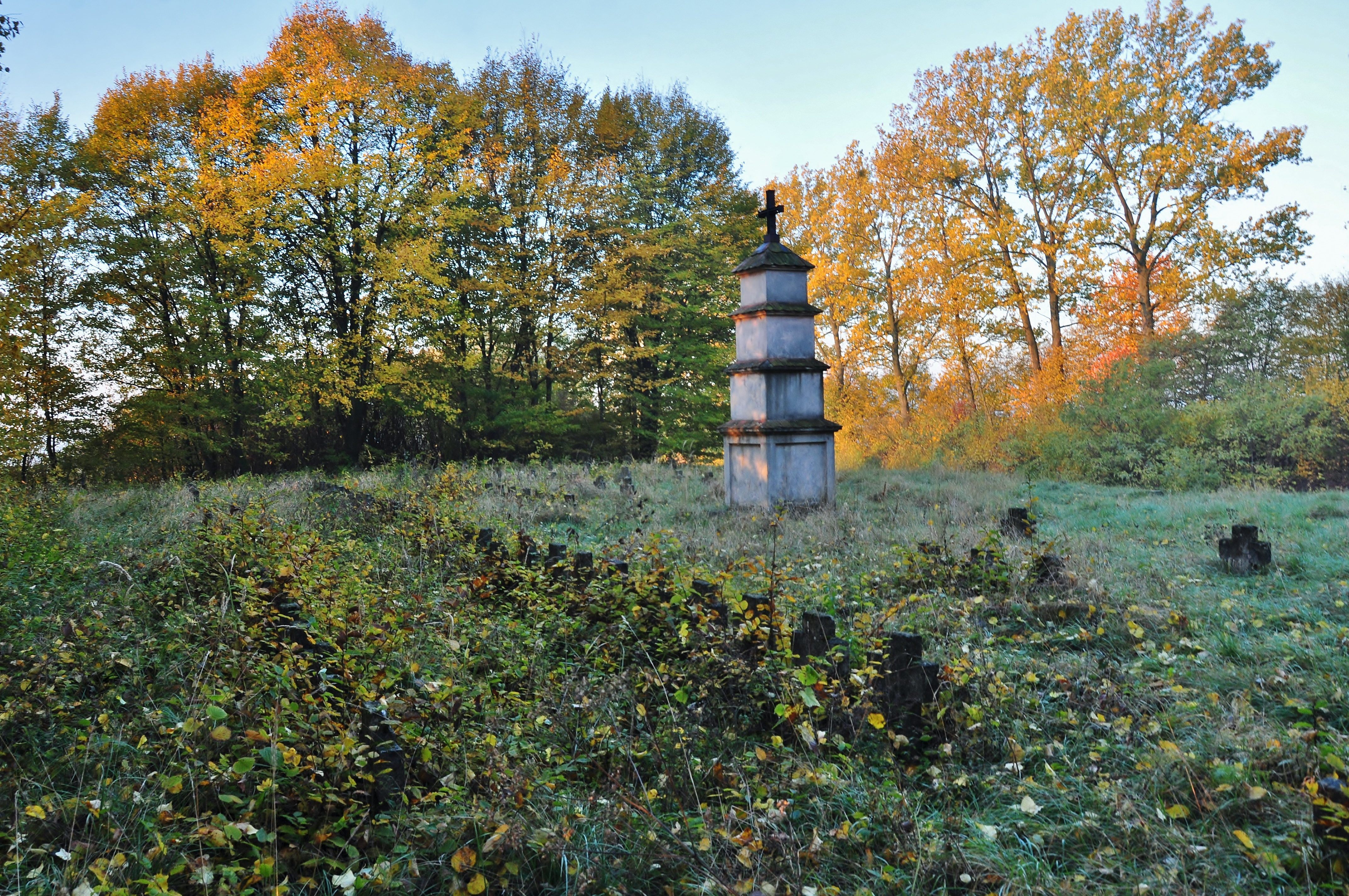
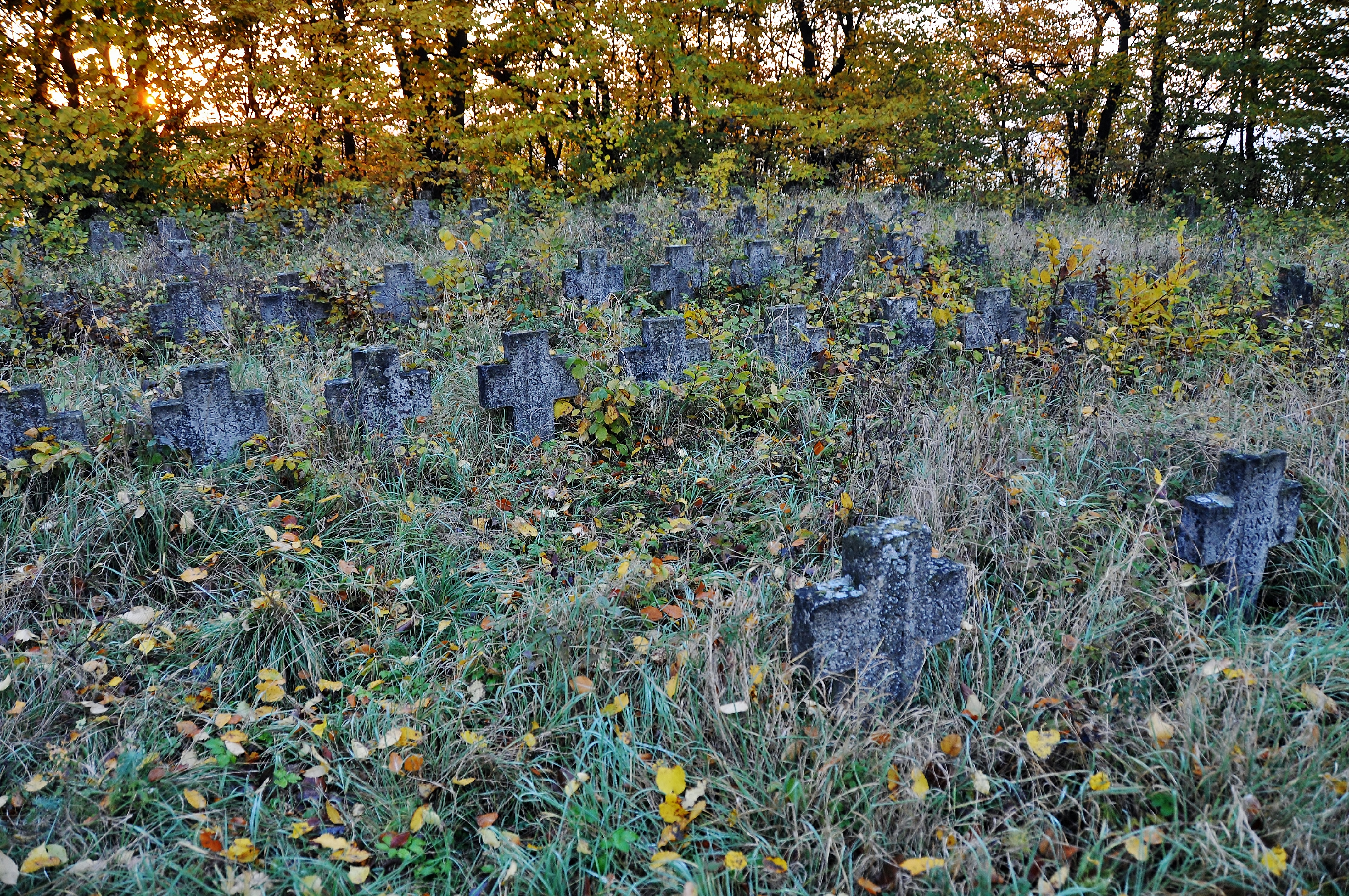
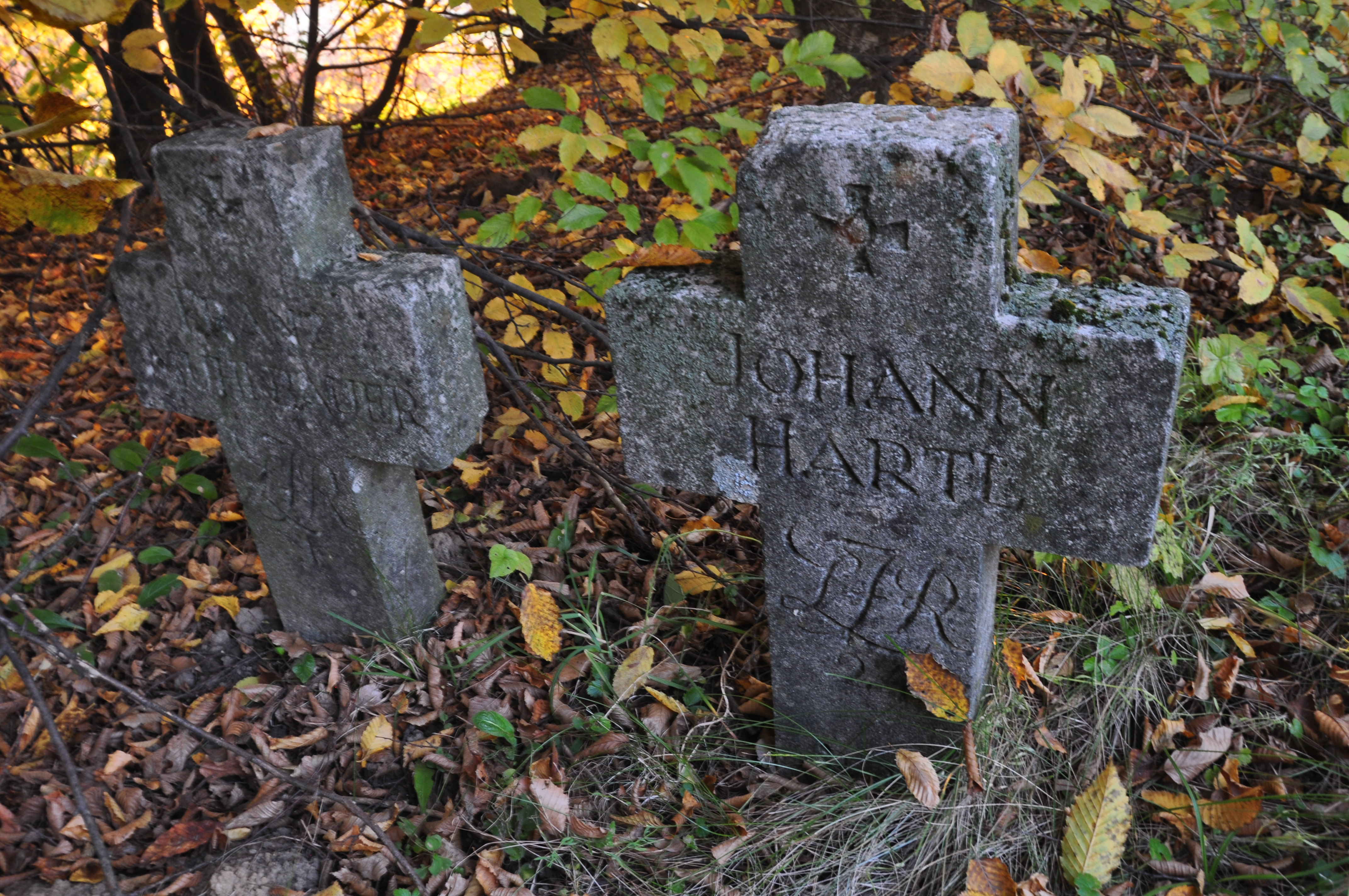
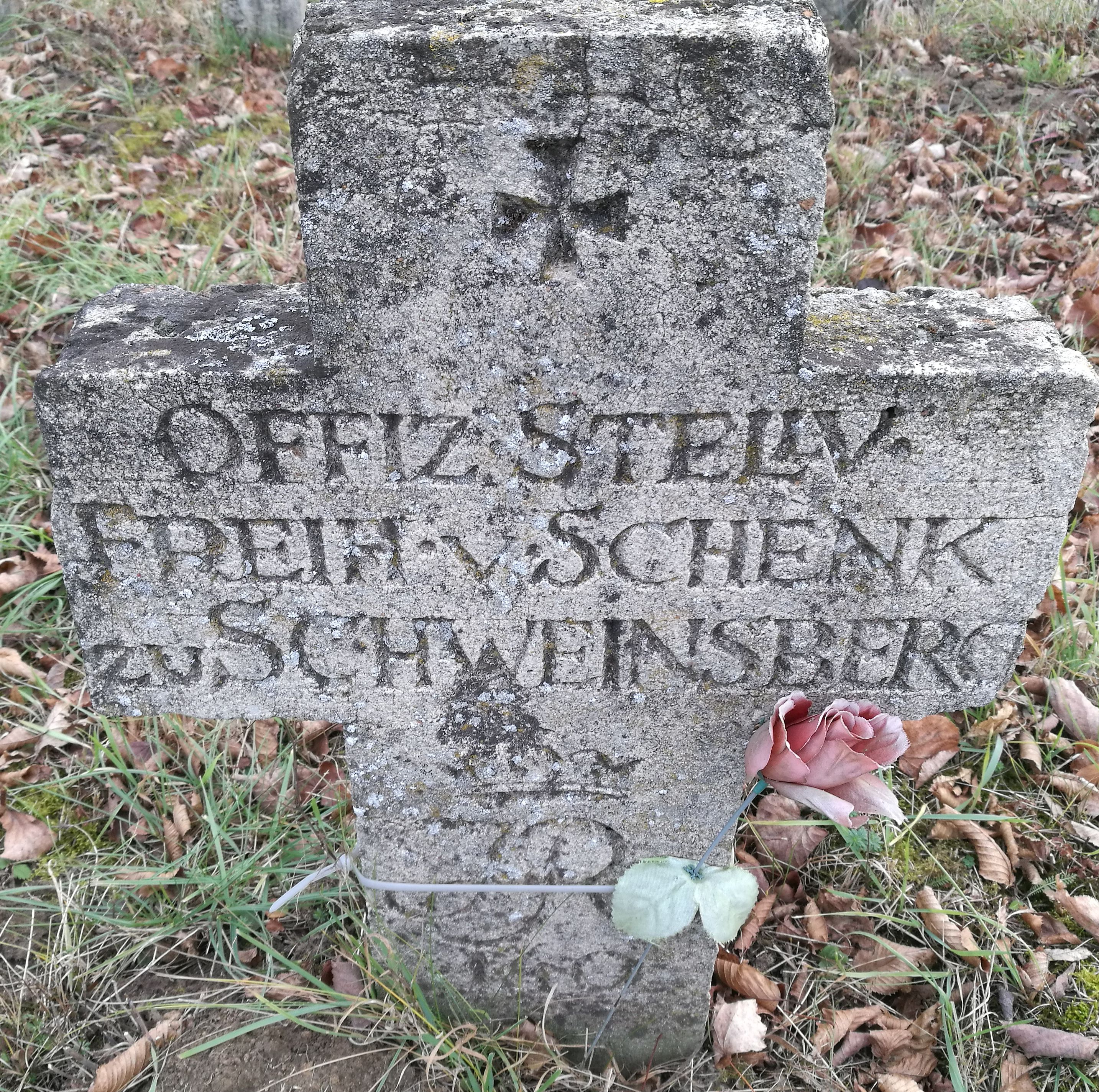
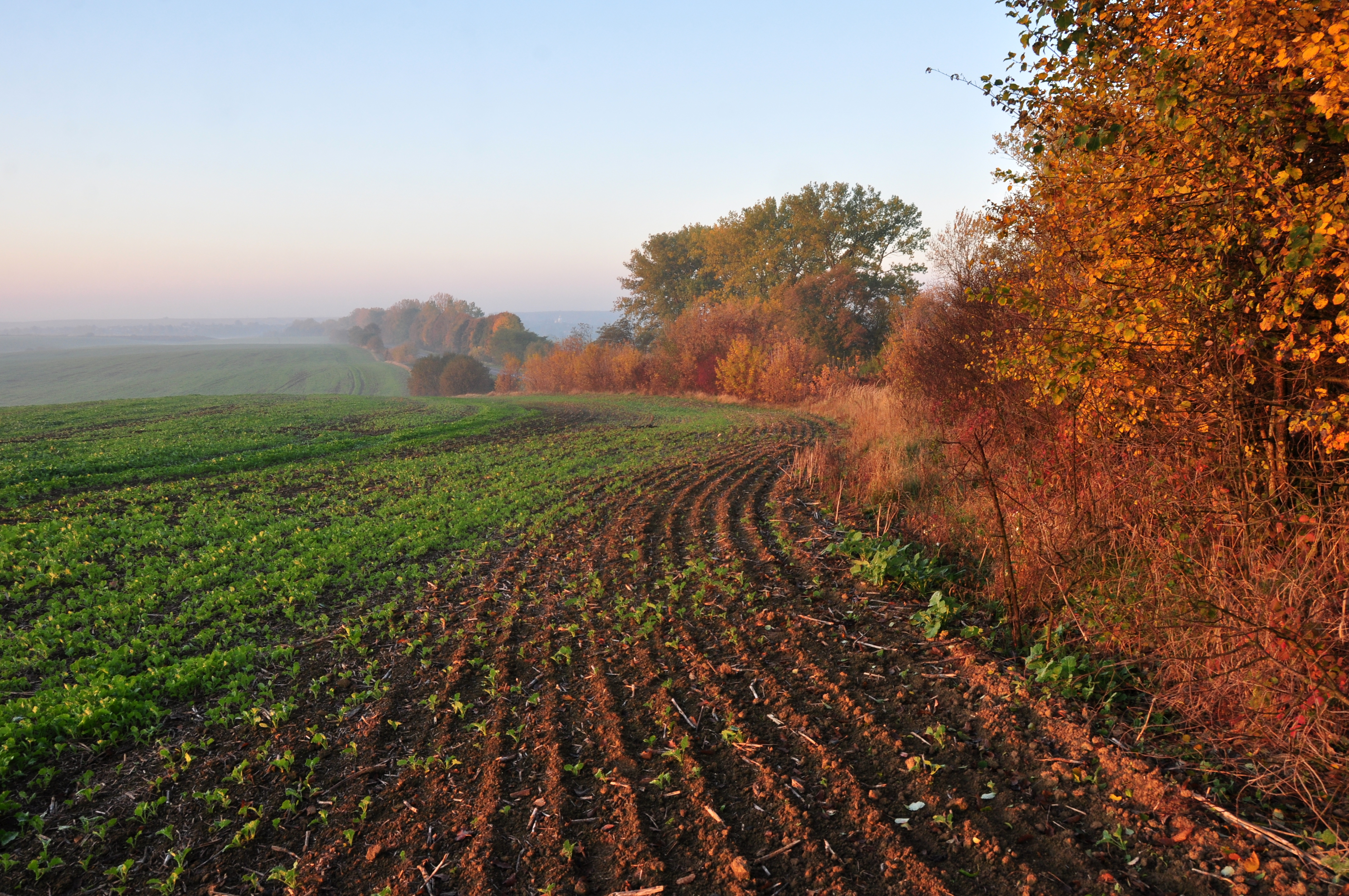